# Beatrice Sanders
Beatrice Helen Sanders (1874 - 29 novembre 1932) est une suffragette et humaniste britannique  qui est secrétaire financière de l'Union sociale et politique des femmes de 1904 à 1914.

## Biographie
Née Beatrice Martin, sa mère est coiffeuse  et elle travaille comme assistante dans le bureau de tabac de son père avant d'épouser un homme politique social progressiste, William Stephen Sanders. Militante passionnée du droit de vote des femmes, de 1904 à 1914, elle est employée, à un salaire de 3 £ par semaine, comme secrétaire financière de l'Union sociale et politique des femmes . Annie Kenney rappelle dans ses mémoires  le contrôle rigoureux de Sanders sur les dépenses des membres, car on s'attend à ce qu'ils corrigent les erreurs ou les déficits "de notre poche" .
Sanders travaille en étroite collaboration avec Sylvia Pankhurst et est emprisonnée pour ses activités à plusieurs reprises. À une occasion, elle est condamnée à quatorze mois de prison pour avoir participé aux événements de la Chambre des communes en février 1907 et à un mois pour avoir jeté des pierres le vendredi noir en novembre 1910. En 1913, en tant que secrétaire financière de l'Union sociale et politique des femmes, elle est arrêtée avec Harriet Kerr après une lutte avec la police qui faisait la une des journaux dans The Suffragette, lorsque les locaux de Clement's Inn sont perquisitionnés, elle reçoit une peine de quinze jours de prison. Elle entame une grève de la faim et est temporairement libérée en vertu de la Cat and Mouse Act, et bien que sa peine n'ait jamais été annulée, elle n'a pas été arrêtée à nouveau .
Sanders reçoit une médaille de la grève de la faim «pour la bravoure» de la WSPU.
Sanders et son mari sont des membres de longue date de la Fabian Society et de la West London Ethical Society (qui fait partie de l'Union of Ethical Societies, maintenant Humanists UK). Au cours des années 1920, Beatrice préside le Fabian Women's Group. Pendant une période où son mari travaille à Genève, elle devient organisatrice du mouvement des femmes suisses .
Beatrice Sanders est décédée le 29 novembre 1932 à l'âge de 58 ans.